# Christophe Fluder
Christophe Fluder, ou Krystoff Fluder, né le 26 février 1977 à Decize en Bourgogne, est un acteur et humoriste français.
Atteint de nanisme, il évoque cette spécificité physique dans le cadre de ses spectacles.

## Biographie
Après un diplôme supérieur en communication,[réf. souhaitée] Christophe Fluder travaille pendant deux ans en entreprise. Fin 2002, il s’oriente vers une carrière artistique. Il suit une formation à l’école de café-théâtre Le Bout, où il fait ses premiers pas sur scène.
Il apparaît dans des émissions de télévision, notamment dans Le Contre-journal de Karl Zéro et tient des petits rôles au cinéma dans L'Américain de Patrick Timsit et Podium de Yann Moix. Il évolue rapidement vers les seconds rôles, notamment dans Incontrôlable de Raffy Shart où il incarne un policier (l’agent Franky) qui interpelle le héros, Georges, interprété par Michaël Youn. Suivent plusieurs seconds rôles au cinéma, entre autres pour Guillaume Nicloux et Maurice Barthélemy. On le voit régulièrement dans des courts métrages où il occupe souvent la tête d’affiche, parmi lesquels Coupé court et Extrême Pinocchio de Pascal Chind, tous deux primés dans plusieurs festivals internationaux. Dans Extrême Pinocchio, son interprétation de Patrick, futur papa junky, lui vaut une nomination pour le prix du meilleur acteur au FilmQuest Film Festival aux États-Unis.
Il tourne dans des séries télévisées comme Les Virtuoses, Inside Jamel Comedy Club de Jamel Debbouze (faux documentaire, sur une idée originale de Fabrice Éboué et Thomas Ngijol diffusé sur Canal +), Inquisitio ou Engrenages et plus récemment dans Fais pas ci, fais pas ça .
Il participe aussi à des émissions, telles que, Le Grand Journal, L'Émission d'Antoine et Groland pour Canal+, où il interprète le rôle de Nano-Sarko, et Les duos impossibles de Jérémy Ferrari, pour lequel il co-écrit et interprète un duo avec Pascal Légitimus, diffusé en décembre 2015 sur D8 et D17.
Dès 2009, il interprète des sketches sur scène, qui donnent naissance plus tard à un one-man show intitulé : Oui ! Je suis noir, et alors ?, coécrits avec Lionel Henry.
En 2016, il interprète Marval, artiste de cirque, dans Chocolat, aux côtés d'Omar Sy, et joue le rôle principal du film Le Cabanon rose pour Jean-Pierre Mocky.
En 2018, il participe à l'émission La France a un incroyable talent et propose au jury un sketch humoristique.
En 2023, il se produit au Théâtre des Deux Ânes avec d'autres artistes dans le cadre du spectacle Absolutely Incorrect.

## Filmographie

### Cinéma

#### Longs métrages
- 2003 : Podium  de Yann Moix
- 2004 : L'Américain de Patrick Timsit : Pennsylvanie
- 2005 : Incontrôlable de Raffy Shart : l'agent de police Franky
- 2010 : Holiday de Guillaume Nicloux : Nicolas Ajuria
- 2010 : Opération 118 318, sévices clients de Julien Baillargeon : le recruteur
- 2010 : Harry Potter et les Reliques de la Mort: Première Partie (Harry Potter and the Deathly Hallows) de David Yates : un gobelin
- 2011 : Low Cost de Maurice Barthélemy : Bertrand
- 2013 : Pas très normales activités de Maurice Barthélemy : le secrétaire de mairie
- 2015 : Monsieur Cauchemar de Jean-Pierre Mocky : Grande Bringue
- 2016 : Chocolat de Roschdy Zem : Marval
- 2016 : Le Cabanon rose de Jean-Pierre Mocky : Pelu
- 2016 : Apnée de Jean-Christophe Meurisse : L'invité arbitre au mariage
- 2017 : Les Ex de Maurice Barthélémy : Damiano

#### Courts métrages
- 2003 : Le bisou fatal de la fée de Frédéric Peci-Evesque
- 2005 : Putréfaction de Pascal Chind
- 2005 : Un homme en sursis de Jules-César Bréchet et Pascal Chind
- 2006 : Santa Closed de Douglas Attal : Far
- 2006 : La Blanche : Alcoolique de Jules-César Bréchet et Pascal Chind
- 2006 : Le chasseur de Régis Viegel
- 2007 : Coupé court de Pascal Chind : Tom
- 2007 : Somewhere de Jules-César Bréchet et Pascal Chind : le paranoïaque
- 2009 : Big H Story de Sébastien Rossi : Pedro
- 2011 : Castabajak ou le royaume à pépins de Daniel M. Turcan : le roi / jardinier
- 2012 : Bonne année! de Didier Talmone
- 2013 : Planétarium de Sébastien Ricci : le diable
- 2013 : Screem (swédé) le tueur masqué
- 2014 : Killing Mélanie Machin de Aymeric Goetschy : l’écureuil fou
- 2014 : Extrême Pinocchio de Pascal Chind : Patrick / Pinocchio
- 2015 : Le Magicien et les siamois (collection Histoires courtes) de Jean-Pierre Mocky : Satanus

### Télévision

#### Séries télévisées
- 2003 : Le journal des bonnes nouvelles de Karl Zéro, séquences Le monde de Chico de Cyril J. Tellenne
- 2007 : Le Grand Journal de Canal+, séquences La Bande à Fifi
- 2007 : Hard, production Bruno Gaccio
- 2007-2009 : Groland
- 2009 : Inside Jamel Comedy Club d’Olivier Braunstein
- 2010 : Les Virtuoses, épisode Les blanchisseurs de Claude-Michel Rome : Monsieur Loyal
- 2010 : Astromaniak de Pierre-Yves Touzot
- 2011 : Drôle de poker de Jean-Marc Peyrefitte et Arsène Mosca : Hervé
- 2012 : Inquisitio, 8 épisodes de Nicolas Cuche : Blaise Dutertre
- 2014 : Engrenages, saison 5, épisodes 3 et 4 de Frédéric Jardin : Sirinelli, l’expert en accidentologie
- 2016 : Fais pas ci, fais pas ça, épisode Une souris et des hommes de Philippe Lefebvre : le banquier
- 2017 : Fais pas ci, fais pas ça, épisode Parents un jour, parents toujours! de Philippe Lefebvre : le banquier
- 2020 : Vestiaires
- 2021 : Le Code de Jean-Christophe Delpias

#### Web séries
- 2010 : On lâche rien de Cyrille de Lasteyrie et Henri Poulain
- 2012-2013 : J’en crois pas mes yeux, saisons 3 et 4, de Henri Poulain : Paul
- 2015 : Le Trône des Frogz, 1 épisode de Yacine Belhousse
- 2024  : Joueur du grenier, épisode : "La Console 3DO" : Le caméraman.

## Théâtre
- 2003 : Comtesse Eléonore Frankenstein d’Alexandre Delimoges, école du café-théâtre du Bout à Paris
- 2005 : La Tour Eiffel qui tue de Guillaume Hanoteau, mise en scène Philippe Carle-Empereur, Théâtre du Renard, Théâtre du Gymnase Marie-Bell
- 2008-2009 : Hamlet de Shakespeare, Musée de la mine de Saint-Étienne
- 2011 : Oui je suis noir ! Et alors ?..., one man show de Christophe Fluder et Lionel Henry, mise en scène Christophe Fluder, Théâtre Montorgueil à Paris, en tournée
- 2013-2014 : Prélude à l'agonie de Sophie Perez, Xavier Boussiron, Pacôme Thiellement et Georges Courteline, mise en scène Sophie Perez et Xavier Boussiron, Théâtre du Rond-Point, en tournée
- 2024 :  Les diaboliques, de Christophe Barbier, d’après Barbey d'Aurevilly, mise en scène Nicolas Briançon, Théâtre de Poche-Montparnasse

## Distinctions
- 2014 : Nomination pour le Prix du meilleur acteur au FilmQuest Film Festival (USA) pour Extrême Pinocchio de Pascal Chind[5]